# ジョージ・ワシントン・アダムズ
ジョージ・ワシントン・アダムズ（George Washington Adams, 1801年4月12日 - 1829年4月30日）は、アメリカ合衆国の弁護士、政治家である。第6代アメリカ合衆国大統領のジョン・クィンシー・アダムズの長男である。アダムズはマサチューセッツ州下院議員とボストン市議会員を務めた。28歳で自殺したとみられている。

## 生涯
ジョージ・ワシントン・アダムズは1801年4月12日にプロイセン王国の首都ベルリンで名門アダムズ家の一員として生まれた。父は外交官で後の第6代アメリカ合衆国大統領のジョン・クィンシー・アダムズ、母はイギリス生まれのその妻ルイーザ・アダムズであり、長男として誕生した。名前は初代アメリカ大統領のジョージ・ワシントンにちなんでいる。祖父は初代アメリカ合衆国副大統領で第2代大統領のジョン・アダムズである。彼は祖父の退任から1ヶ月後に生まれた。
祖母のアビゲイル・アダムズは夫ジョンではなくジョージ・ワシントンの名を付けるという息子の決定に不満を持っていた。彼女はその決定を「判断ミス」「間違っている」と考え、ジョン・アダムズも気分を害したようだと付け加えた。ジョン・クィンシーの二男であるジョン・アダムズ2世（1803年-1834年）はその祖父にちなんで名付けられた。
ハーバード大学で法律を学び、1821年に卒業した。一時的に弁護士として活動した後、マサチューセッツ州下院議会員に立候補した。1826年にマサチューセッツ州下院議会員に当選し、1年間働いた。1828年にはボストン市議会員に就任した。彼は独立記念日演説「An Oration delivered at Quincy, on the Fifth of July, 1824」を行い、後にそれはパンフレットとして出版された。
1829年4月30日、アダムズはボストンからワシントンD.C.に向かう途中、ロングアイランド湾を航行中の蒸気船ベンジャミン・フランクリン号に乗ったまま行方不明となった。彼の遺体は同年6月10日に海岸に打ち上げられた。アルコール依存症を患ってたアダムズは自殺をほのめかすメモを残しており、また船上でも船長に岸に戻るように頼んだり、他の乗客が自分に陰謀を企てていると主張したりと妄想に耽っている様子が垣間見られた。当時のニュース記事やその後の歴史家での間でも彼は自殺を図り、ベンジャミン・フランクリン号から飛び降りた後に溺死したという認識で一致している。

## 家族
ジョージ・ワシントン・アダムズとその弟のチャールズとジョン2世は両親の死後にアダムズ家で暮らしていた従妹のメアリー・キャサリン・ヘレン（Mary Catherine Hellen）という女性を取り合うライバル関係であった。1828年にジョン・アダムズ2世がホワイトハウスでメアリー・ヘレンと結婚式を挙げたが、ジョージとチャールズは共に出席を拒否した。
アダムズは愛人のエリザ・ドルフ（Eliza Dolph）とのあいだに婚外子をもうけた。ドルフはアダムズ家のボストンの医師のトーマス・ウェルシュの部屋係であった。ドルフは1828年12月に子供を産んだが、アダムズが彼女と赤ん坊と密会できるように別の場所に移された。

### 全般
- McCullough, David (2001). John Adams. New York: Simon & Schuster. p. 144. ISBN 978-1-4165-7588-7